# Xestia smithii
Xestia smithii är en fjärilsart som beskrevs av Pieter Cornelius Tobias Snellen 1896. Xestia smithii ingår i släktet Xestia och familjen nattflyn. Inga underarter finns listade i Catalogue of Life.